# Capitole
Pour les articles homonymes, voir Capitole (homonymie).
Pour un article plus général, voir Sept collines de Rome.
| \| \| |
| Localisation du Capitole et des sommets associés sur une carte topographique simplifiée de la ville de Rome antique avec, à titre indicatif, les empreintes des principaux monuments et les tracés des murs servien et aurélien. |
| |

Le Capitole (en latin : Capitolinus Mons, en italien : Campidoglio) est l'une des sept collines de Rome sur lesquelles Rome a été fondée. C'est le centre religieux de la ville avec le Temple de Jupiter capitolin consacré à la triade Jupiter, Junon et Minerve. Par extension chaque cité romaine se doit d'avoir son Capitole.
Son altitude est de 48 m sur l'Arx (actuelle basilique Santa Maria in Aracoeli ), de 35,9 m dans l'Asylum (actuelle place du Capitole) et de 44,7 m sur le Capitole proprement dit (Palais Caffarelli al Campidoglio). Le Palais sénatorial est également le siège de la municipalité de Rome.

## Description

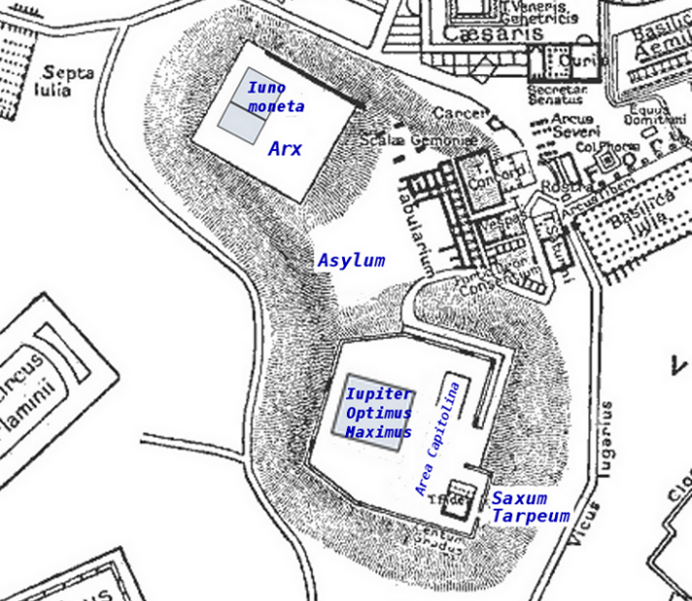
Plan du Capitole, Nordisk familjebok, 1916.

À l'origine, le Capitole ne fait pas partie des Septeme montes des IXe et VIIIe siècle av. J.-C.. Avec le Quirinal, le Capitole forme un ensemble considéré comme distinct par rapport aux autres collines dont le mont Palatin occupe le centre. Ce n'est que plus tard [Quand ?], une fois la ville étendue, que la colline devient une des sept collines de la Rome classique.
Le Capitole est la plus petite de ces sept collines, avec une longueur de 460 mètres pour une largeur moyenne de 180 mètres. Il se trouve entre le Forum Romain et le Champ de Mars. La colline est entourée par des falaises raides de tous côtés excepté à l'est, où elle est accessible via une rampe (Clivus Capitolinus) depuis la vallée du Forum Romain. C'est du côté du Tibre que se trouve la célèbre roche Tarpéienne, du haut de laquelle les traîtres à la patrie sont précipités durant la période de la Rome antique. C'est pourquoi le Capitole est considéré comme une forteresse naturelle de Rome, offrant de nombreuses possibilités de défense. De plus, sa position stratégique au cœur des voies de communications terrestres et fluviales, dominant d'un côté le fleuve Tibre et de l'autre côté la plaine du Forum romain, près du gué de l'Île Tibérine, permet aux Romains de contrôler la traversée et la remontée du fleuve.
Le mons Capitolinus se compose de deux collines boisées reliées entre elles par une dépression. Au nord, la colline de l'Arx, 49,2 mètres de hauteur, est fortifiée dès l'origine de Rome. C'est ce sommet qui constitue la véritable citadelle (en latin, arx signifie « citadelle » ou « forteresse »). Au sud, le deuxième sommet est baptisé Capitolium. Il s'agit du Capitole proprement dit, culminant à 46 mètres. C'est sur ce sommet que se trouve le complexe religieux. Son nom vient du latin caput qui signifie « tête », mais aussi « principal ». Le Capitole est le Caput Urbis, c'est-à-dire littéralement « l'endroit principal de la ville », ou tout simplement le « chef-lieu », puisqu'il est d'abord le centre religieux de Rome. Les deux sommets sont reliés par l'Asylum ou l'Intermontium, une dépression de 36,5 mètres de hauteur, actuellement occupée par la place moderne du Capitole.

## Histoire

### Époque archaïque

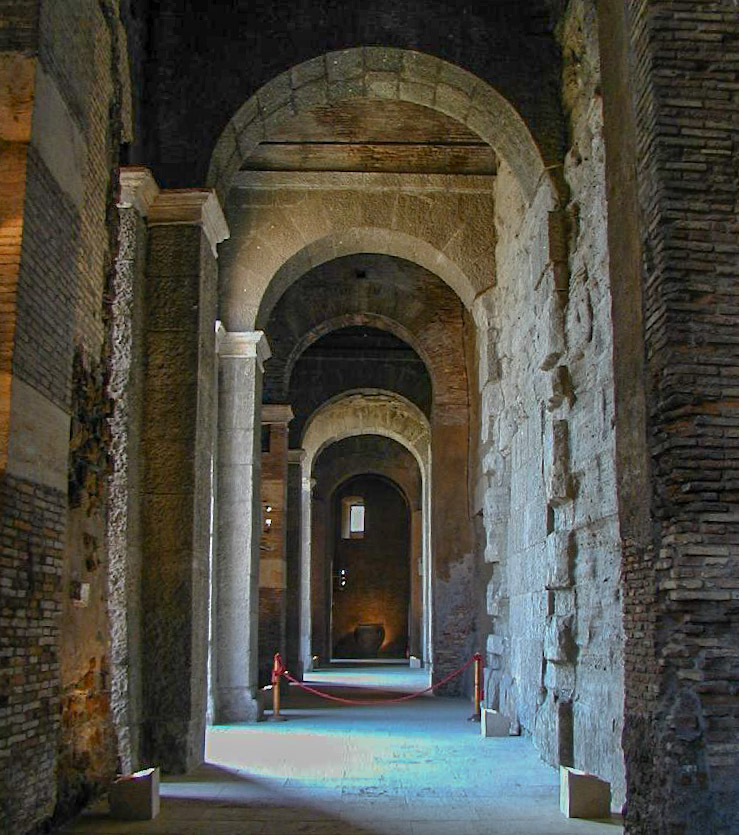
Tabularium.

Selon la tradition romaine, le premier établissement sur la colline est fondé par le dieu Saturne (où il y avait aussi un temple dédié au dieu), où les Grecs dirigés par Hercule ont été accueillis.
Étant donné sa situation et son aspect de roche inexpugnable, le Capitole constitue un site idéal pour une occupation précoce, peut-être dès l'âge du bronze comme semblent l'attester des fragments de céramiques datés du XIVe siècle av. J.-C., retrouvés dans la vallée du Vélabre où ils ont été réutilisés comme remblai. Cette première découverte est confirmée par la mise au jour de céramiques dans la dépression de l'Intermontium, au pied du capitole, dans l'aire de Sant'Omobono et dans les fouilles du soi-disant jardin romain, dont certaines remontent à l'âge de bronze final. Ces fragments correspondent à une production à petite échelle et non à celle d'une ville ce qui montre qu'à cette époque, la colline n'est encore occupée que par un ou plusieurs villages isolés. Ce premier secteur d'habitation s'est ensuite étendu dans la plaine en contrebas jusqu'à la zone occupée plus tard par l'arc d'Auguste, à l'extrémité orientale du Forum Romain.
Les recherches archéologiques menées dans le secteur du palais des Conservateurs tendent à confirmer les légendes sur les origines de la ville : les traces d'une occupation ont été repérées à laquelle se rattachent quelques sépultures d'enfants et les témoignages diffus d'une activité artisanale, liée au travail des métaux.
Selon la tradition, peu après la fondation de Rome, dans cette petite vallée centrale, Romulus institue un asile sur le Capitole (Asylum), un refuge à caractère sacré destiné aux vagabonds, esclaves et hommes libres, venus des centres voisins. 
Pour se venger de l'enlèvement des Sabines, les Sabins attaquent les Romains et déclenchent une guerre. Quelque temps plus tard, la colline subit une attaque des troupes de Titus Tatius qui s'emparent de la citadelle du Capitole après la trahison de Tarpeia dont le nom dérive de l'ancien nom de la colline : le mons Tarpeius. 
Pour mettre fin au conflit, les Sabines kidnappées, désormais épouses et mères de Romains, interviennent pour réconcilier les belligérants. Cette guerre se conclut par un accord entre Romains et Sabins ayant pour conséquence le fusionnement des deux peuples.
Selon l'historien Tacite, le Capitole, ainsi que le forum romain sous-jacent, ont été ajoutés à la Roma quadrata de Romulus par Titus Tatius. La découverte d'un crâne lors de la construction du Capitole permet au devin Caleno de prédire que Rome deviendra la première ville de l'univers.

### Époque républicaine

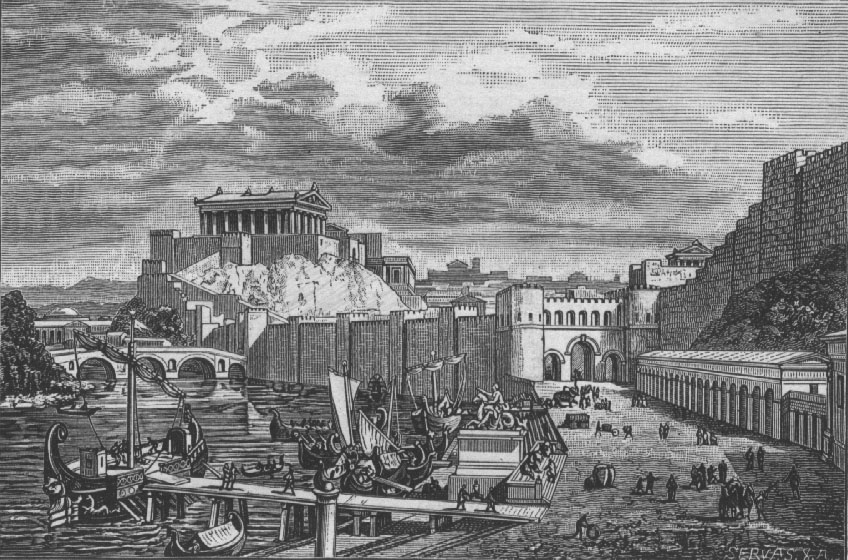
temple de Jupiter sur le Capitole sous la République sur une illustration de Friedrich Polack, 1896.

Le Capitole devient la véritable acropole sacrée de la ville : les derniers rois de la tradition romaine, les Tarquins, bâtissent le temple de Jupiter capitolin mais sa dédicace n'aurait eu lieu qu'en 509 av. J.-C., date symbolique de la première année de la République. Ce temple devient le symbole de la civilisation romaine, et est reproduit dans toutes les nouvelles villes fondées par Rome.
Des travaux sur la colline sont réalisés par le cinquième roi de Rome, Tarquin l'Ancien, qui construit l'entrée triomphale. Le mur servien est agrandi pour inclure la colline entière.
En 460 av. J.-C., une troupe de quatre mille Sabins menée par Appius Herdonius parvient à s'emparer de la colline. Avec ce coup, ils tentent de prendre la ville qui résiste pendant quatre jours. Appius Herdonius est finalement vaincu, capturé et tué par les Romains menés par le consul Publius Valerius Publicola (consul en -475), qui meurt également à la suite des combats. Après la guerre contre les Sabins, le Campidoglio et le Quirinal sont incorporés à la ville[réf. nécessaire]. Cet évènement renvoie à la prise du Capitole par les Sabins de Titus Tatius et lie un peu plus la colline aux Sabins. Toutefois, cette attaque de Sabins est tout à fait plausible étant donné la mobilité des groupes ethniques dans la région à cette époque.[pas clair]
L'ancienne voie d'accès carrossable au Capitole est le Clivus Capitolinus, une continuation de la Voie Sacrée (Rome), qui commence près du temple de Saturne : un tronçon notable de celle-ci est encore visible après le portique des Dieux Conseillers ; plus loin, la route s'est effondrée. Avec la plupart des pentes sud de la colline[pas clair], elle continue probablement en ligne droite, puis tourne pour déboucher devant le temple de Jupiter capitolin où se trouve l'auguraculum ou clôture de salutation, l'espace consacré orienté vers les points cardinaux, où sont effectués les haruspices. En 216 av. J.-C. y est également construit un temple dédié à Concorde (différent de celui du Forum romain).
Le nom de la colline dérive probablement de la tête de guerrier nommée Tolo ou Olo trouvée lors des fouilles des fondations du temple de Jupiter capitolin (Capitolium), ou temple de Jupiter Optimus Maximus, dédié à la triade capitoline (Jupiter, Junon et Minerve), qui dans l'Antiquité occupait le deuxième sommet et n'était qu'un autel. Le temple actuel de Jupiter est commencé, selon la tradition, par Tarquin l'Ancien et terminé par Tarquin le Superbe, mais selon Tite-Live, il n'est consacré qu'en 509 av. J.-C., lors de la première année de la République romaine. Le sacrifice final des triomphes romains y a lieu, qui se terminait auparavant au temple de Jupiter Férétrien, remontant à Romulus, dont le nom fait peut-être référence au chêne, l'arbre sacré qui poussait sur la colline et auquel Romulus accrocha ses armes lors du combat avec le roi ennemi (dépouilles opimes). De plus, le temple de Jupiter incorporait les sanctuaires de Terminus et Iuventas, (selon le traditionalisme religieux romain, on préférait incorporer plutôt que détruire). Le bâtiment a subi de nombreuses restaurations et reconstructions. C'est lors de la fouille de ses fondations que fut retrouvé un crâne humain attribué à l'époque à Aulus Vipsania (ou Vibenna), l'un des comites du héros Mastarna (Servius Tullius - l'autre était son frère Caelius Vibenna) ; à partir de là, on suppose que toute la colline a pris son nom : caput Auli d'où capitolium.

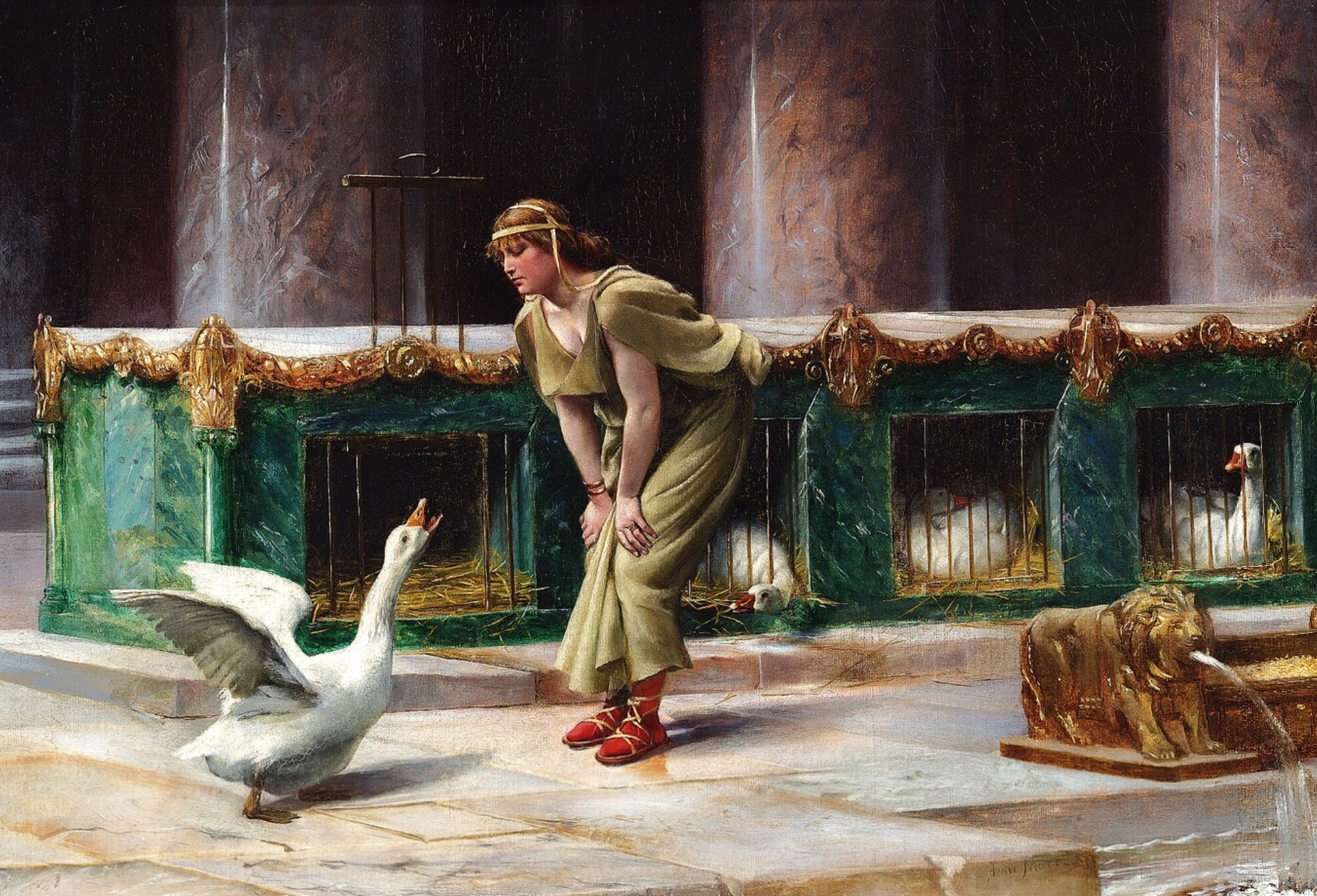
Henri-Paul Motte, Les Oies du Capitole, 1889

En 390 av. J.-C., lors d'une invasion des Gaulois, la colline du Capitole est le théâtre d'un des épisodes les plus célèbres, celui des Oies du Capitole. Le cri des oies conservées dans l'enceinte sacrée du temple de Junon, auraient, selon la légende, donné l'alerte à la garnison, sauvant ainsi la citadelle, dernier refuge des Romains. En mémoire de l'épisode, le temple de Junon Moneta (pièce de monnaie ou « admoniteur ») est érigé en 345–344 av. J.-C. sur la colline de l'Arx : la première Monnaie (institution) est située dans le temple de Junon, une fabrique de pièces de monnaie nommée d'après le temple, d'où dérive le terme actuel de « pièce de monnaie ».
Immédiatement après le siège gaulois de 390 av. J.-C., les défenses sont renforcées avec un mur en correspondance de la dépression centrale de la colline, qui sert d'ouvrage de sous-structures (c'est-à-dire de confinement des pentes) et de fortification. Cependant, il tombe rapidement en désuétude après la construction de la muraille Servienne en 378 av. J.-C. Une série de portes s'ouvrent dans ce mur défensif : une vers le forum romain, Porta Saturnia, près du temple de Saturne, ou Porta Capitolini (mons), ou Porta Tarpeia, ou Porta Pandana, ou sempre aperta (« toujours ouverte ») pour les Sabins à la suite de l'accord entre Romulus et Titus Tatius, qui permet l'accès depuis le clivus Capitolinus, le chemin suivi par les processions des triomphes ; une deuxième porte, Porta Catularia, s'ouvre du côté opposé pour un axe routier montant (clivus) venant du Campo Marzio, tandis qu'une troisième porte, Porta Carmentalis, vers le sud-ouest, permet l'entrée de l'escalier du Centum gradus, dont le nom évoque les cent marches qui descendent de Fornix Calpurnius du côté de la roche Tarpéienne, vers le théâtre de Marcellus. D'autres noms de portes du Capitole nous ont été transmis : Porta Flumentana, peut-être au nord-ouest, et Porta Fontinalis ou peut-être Ratumenna au nord-est.
Un autre accès depuis le Forum romain est constitué par l'escalier des Scalae Gemoniae, qui monte à l’Arx, correspondant peut-être avec l'escalier actuel, passant entre le Tullianum et le temple de la Concorde ; les corps des personnes exécutées de la prison voisine pour le crime de lèse-majesté sous l'empereur Tibère y sont jetés. Le gradus Monetae, l'escalier menant au temple de Junon Moneta, est probablement un prolongement des Scalae Gemoniae au point culminant de la citadelle.

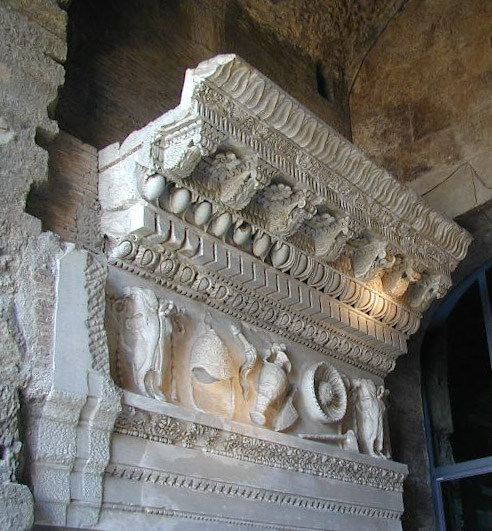
Tabularium, reste du temple de Vespasien.

Entre les deux sommets (Asylum ou inter duos lucos, l'actuelle place du Capitole) se trouve le temple de Véiovis au plan barlong caractéristique, et dédié à une mystérieuse divinité proche de Jupiter et du monde des Enfers, achevé en 192 av. J.-C., dont les restes sont encore visibles dans le sous-sol des Musées du Capitole. À la fin de l'époque républicaine, les pentes du Capitole, en direction du Forum, sont régularisées par l'imposante construction du Tabularium, le siège des archives du Peuple romain. Cet important édifice respecte le plan du temple de Véiovis antérieur.
Le 23 avril 215 av. J.-C., un temple est consacré sur le Capitolium à Vénus Érycine (Venus Erycina) pour commémorer la défaite romaine lors de la bataille du lac Trasimène.
En 133 av. J.-C., Tiberius Gracchus est tué lors d'une émeute provoquée par l'aristocratie pendant un rassemblement près du temple capitolin. Il est probablement tombé du haut des marches menant au Campo Marzio, où une statue de lui, très vénérée par le peuple, a ensuite été érigée. En 83 av. J.-C., un incendie très grave détruit le Capitole, y compris le vénérable temple de Jupiter. Sur ordre du dictateur Sylla, Quintus Lutatius Catulus (consul en -78) est chargé de la reconstruction qui, en 78 av. J.-C., a achevé le Tabularium, créant une scénographie de fond harmonieuse. Les travaux du Capitole durent jusqu'en 69 av. J.-C.
Les sanctuaires capitolins, tout en témoignant du caractère sacré de la colline, trahissent la lutte pour le pouvoir qui oppose les plus grandes familles de l'aristocratie romaine à l'époque républicaine, au travers la construction d'édifices publics : outre le temple de Jupiter capitolin, les sources anciennes témoignent de l'existence dans cette zone d'autres sanctuaires dédiés à Jupiter Férétrien, à Fides, à Mens, à Venus Erycina, à Ops, à Jupiter Tonnant, à Mars Ultor, à Jupiter Custos.

### Âge impérial

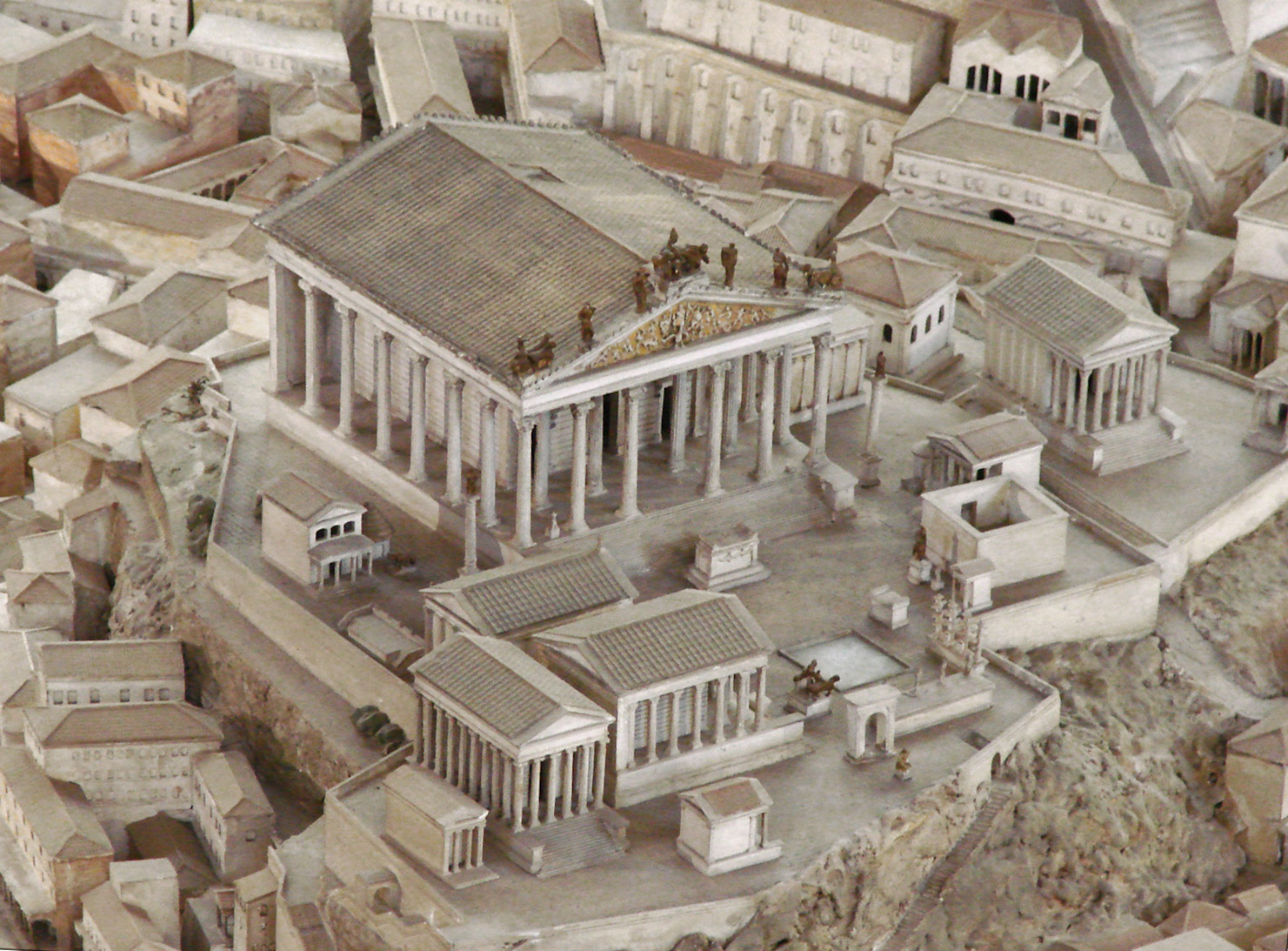
Le temple de Jupiter et le Capitole, maquette de la Rome impériale au Musée de la civilisation romaine.

Sur le Capitolium, Auguste construit le petit Temple de Mars vengeur, avant la dédicace du temple homonyme dans le Forum d'Auguste. Suétone raconte que pendant les calendes de janvier, le peuple apporte des cadeaux au Capitole, même lorsqu'Auguste est absent de Rome. Avec l'argent récolté, Octave fait construire de nombreuses statues de dieux, qu'il consacre dans les différents quartiers, comme celle d'Apollon Sandaliario ou celle de Jupiter Tragedo.
Durant la période d'anarchie qui suit la mort de Néron et la succession au trône de Galba et d'Othon en 69 ap. J.-C., lors de l’année des quatre empereurs, les partisans de Vespasien se réfugient sur le Capitole où ils sont assiégés par les partisans de Vitellius. La colline est endommagée par un incendie. En 75, le temple de Jupiter Capitolin est à nouveau reconstruit et consacré par Vespasien. Peu de temps après, en 80 sous le règne de Titus, un incendie se déclare de nouveau, remontant des pentes du Campo Marzio. En 83, le temple est entièrement reconstruit par Domitien et revêtu de marbre, ce qui dorénavant le protège contre les incendies. Le portique des Dieux Conseillers et le temple de Vespasien, situés sur les pentes de la colline vers le Forum, datent de cette époque.
Hadrien et Marc Aurèle apportent ensuite de nouveaux embellissements à la colline, qui n'est plus qu'un lieu de culte et une destination de processions et de triomphes.
À l'époque de Trajan, à la suite de la construction du Forum de Trajan, la coupe dans les pentes orientales de la colline est régularisée avec une façade en briques à niches, en partie encore visible à l'entrée actuelle du Musée du Risorgimento.
Sur les pentes de la colline, des bâtiments résidentiels sont édifiés, remaniés à plusieurs reprises, en partie éliminés pour la construction du monument à Victor-Emmanuel II et lors des travaux « d'isolement » de la colline dans les années 1926-1930, qui n'ont épargné que les restes d' une insula encore visible aujourd'hui près de l’escalier de la basilique Santa Maria in Aracoeli.

### Du Moyen Âge à Paul III

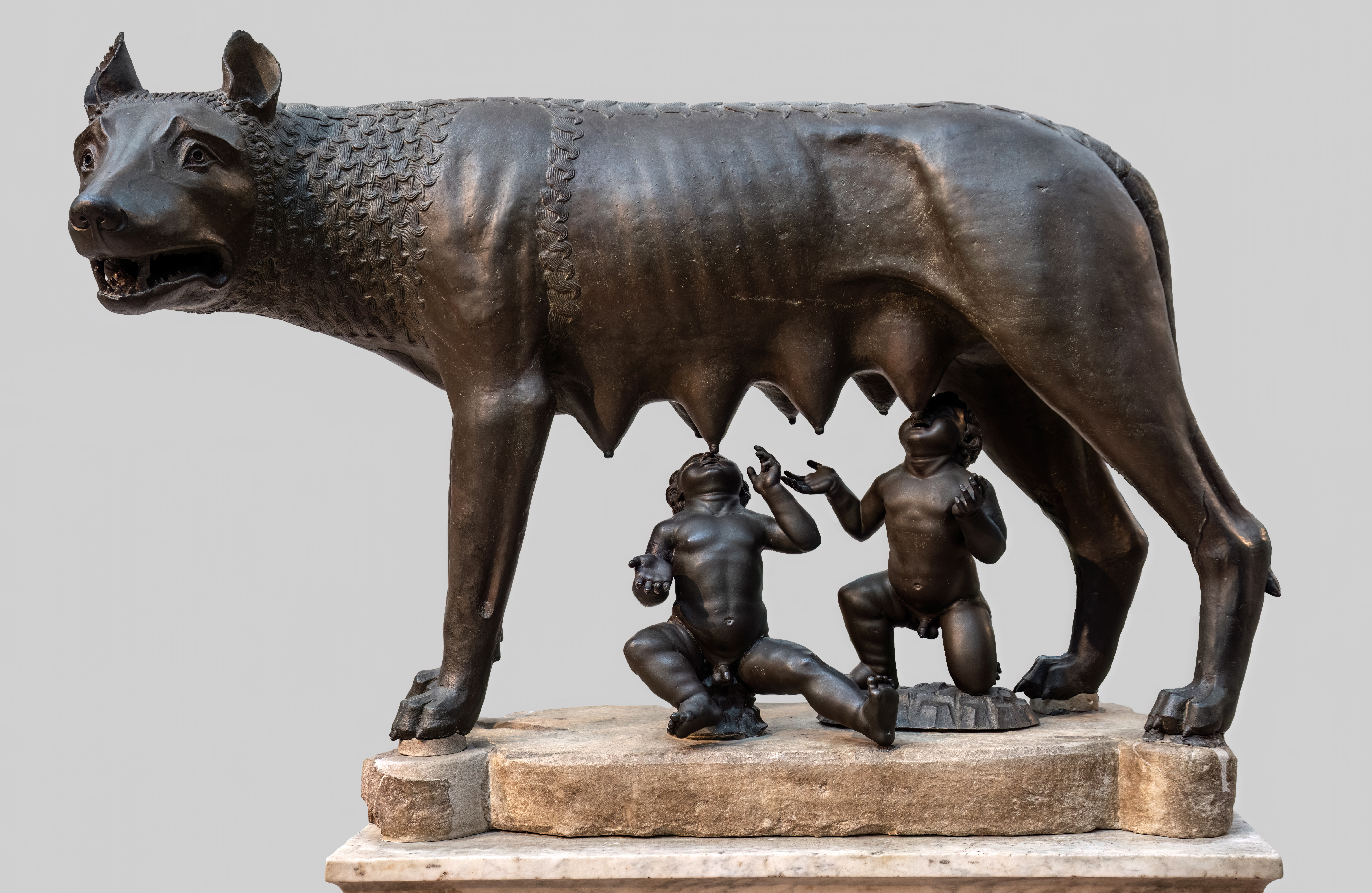
Louve capitoline.

Les vestiges de l'ancien Tabularium sont réutilisés comme résidence fortifiée par la famille Corsi. Afin déviter que le lieu ne devienne un dangereux centre du pouvoir, antagoniste de l'autorité établie, les Corsi en sont chassés, d'abord par Henri IV (empereur du Saint-Empire) en 1084, puis par Pascal II en 1105. En 1130, une bulle pontificale d'Anaclet II accorde la propriété de la colline du Capitole aux Bénédictins de l'Aracœli.
Durant tout le Moyen Âge, l'histoire architecturale du Capitole est étroitement liée aux vicissitudes des institutions communales. À partir de 1143-1144, année de naissance de la Commune de Rome, une révolution antipapale, renovatio Senatus, y installe une magistrature collégiale composée de cinquante Sénateurs chargés de gouverner la cité et de rendre la justice. Le palais devient le siège du sénat romain reconstitué, sous le nom de palais sénatorial. Au début du XIIIe siècle, cette magistrature est remplacée par un ou deux Sénateurs seulement, flanqués d'un conseil communal à pouvoir de délibération. En 1299, le palais sénatorial se transforme avec l'ouverture d'une loggia donnant sur la place où se tient le marché, opérant ainsi un renversement de perspective : tandis qu'à l'époque romaine les principaux monuments de la colline étaient tournés vers le centre monumental de la ville, le Forum, à partir du Moyen Âge, le capitole s'ouvre en direction du Champ-de-Mars.
En 1363, avec les premiers statuts communaux, la forme de gouvernement choisie pour la ville est fixée : un seul Sénateur flanqué de trois magistrats électifs, les Conservateurs, représentants des nouvelles couches sociales parvenues au pouvoir.
Au XVe siècle, le palais sénatorial demeure une forteresse dotée de tours construites par Boniface IX, Martin V et Nicolas V. La façade donnant sur la place et munie d'un double escalier, présente trois fenêtres en croix guelfe et une loggia au second étage. Cette époque est probablement celle de la transformation monumentale du vieux palais des Banderesi, les capitaines de la milice communale, en siège des Conservateurs. Des documents du XVe siècle en attribuent la construction à Nicolas V.
La cohabitation entre les institutions communales et la papauté ne sont pas toujours pacifiques. Cette époque est marquée par la séparation entre le Capitole comme lieu de la mémoire, et le Vatican comme lieu du pouvoir pontifical. En 1471, cette fonction du Capitole est solennellement consacrée par la donation faite par Sixte IV au Peuple romain des grands bronzes conservés jusqu'à cette date au palais du Latran comme la Louve capitoline, le Camille, le Tireur d'épine et la Tête de Domitien (aujourd’hui reconnue comme celle de Constance II), portant ainsi la création du plus ancien musée du monde. Placée sur la façade du palais des Conservateurs, la Louve devient le symbole de la ville, tandis que le portique extérieur abrite le grand portrait en bronze de Constantin, avec la « palla Sansonis ».

### Interventions de Michel-Ange
Le palais sénatorial subit plusieurs modifications et ajouts jusqu'au projet d'aménagement de la place du Capitole voulu par le pape Paul III qui le confie à Michel-Ange.
En 1537, Paul III charge Michel-Ange de transférer la célèbre statue équestre de Marc Aurèle, auparavant au Latran, et de l'installer au centre de la place, qui avait échappé à la destruction systématique des bronzes antiques parce que l'on pensait au Moyen Âge, qu'elle représentait Constantin, le premier empereur chrétien. Ce projet, fortement combattu par les chanoines du Latran et, semble-t-il, par Michel-Ange lui-même, est réalisé l'année suivante. Ce nouveau pôle d'attraction au centre de la place, riche de signification symbolique et de valeur historique, va déterminer l'aspect de la future place du Capitole.
Le programme d'aménagement, certainement déjà en projet lors du transfert du grand monument de Marc Aurèle, commence à prendre forme au cours des années suivantes pour ne se conclure que plus d'un siècle plus tard avec l'achèvement de la construction du palais Neuf. La transformation commence par le palais sénatorial : tout en conservant intérieurement les restes antiques du Tabularium et les structures du Moyen Âge et de la Renaissance, comme témoins d'une histoire architecturale ininterrompue, il reçoit, du côté de la place, une imposante façade scandée par des pilastres d'ordre géant et par un double escalier monumental qui permet d'atteindre l'étage noble où s'ouvrait auparavant la loggia et où se trouvait le salon du Sénateur. La façade s'enrichit ensuite d'une fontaine, de part et d'autre de laquelle sont installées les grandes statues de fleuves découvertes au début du siècle au Quirinal et qui gisaient sur la place, devant la façade du palais des Conservateurs, depuis 1513 ; un niche centrale abrite la statue antique en porphyre représentant Minerve assise, transformée en Rome par l'adjonction des attributs typiques de cette divinité. Le programme décoratif est complété en 1588.
La transformation du palais des Conservateurs commence en 1563, sous le pontificat de Pie IV. L'ancienne façade, dotée d'un long portique à arcades reposant sur des colonnes, abritait deux œuvres prestigieuses des collections capitolines : la Louve et la tête colossale en bronze de Constantin. La Louve, devenue le symbole de la ville à la place du lion, est transférée à l'intérieur d'« une loggia ouvrant en direction de la partie plane de la ville » et est complétée des deux jumeaux qui transforment ce symbole de la justice (qu'elle représentait au Latran), en une Mater Romanorum. La tête colossale est déplacée à l'intérieur de la cour où elle s'ajoute aux monuments qui sont venus enrichir, au fil des ans, les collections d'antiques du Capitole.
Le projet de Michel-Ange, mené à son terme après sa mort, réinvestit le palais du XVe siècle dans un dessin géométrique scandé par un ordre géant de pilastres corinthiens. Une fois la forme de la cour régularisée, il insert à l'intérieur du corps de l'édifice, un escalier monumental permettant d'accéder à l'étage supérieur, en remplacement de l'escalier extérieur qui se trouvait dans la cour. Il modifie également, dans certains secteurs, la disposition interne des salles. L'orientation légèrement différente de la construction par rapport à la façade du palais sénatorial et à l'axe de la place marqué par la statue de Marc Aurèle, incite à compléter le dessin architectural de la place : le projet d'un palais jumeau, également divergent, construit du côté opposé, de manière à équilibrer le complexe sur l'axe de la majestueuse rampe qui le relie au Champ-de-Mars, va permettre de composer un programme d'urbanisme équilibré et élégant.
Le palais Neuf est construit sur le côté gauche de la place occupé jusqu'alors par le mur de soutènement de la basilique de l'Aracœli. En 1596, la fontaine du Marforio, dessinée par Giacomo della Porta, est installée de ce côté de la place. La première pierre du nouvel édifice, construit avec de légères variantes sur le projet de Michel-Ange, n'est posée qu'en 1603, sous le pontificat de Clément VIII. L'édifice est achevé sous Alexandre VIII, en 1667, mais l'inauguration du nouveau musée, destiné à rassembler les collections d'antiques du Capitole, n'a lieu que sous le pontificat de Clément XII en 1734. La place du Capitole a alors pris son aspect actuel : en direction du Champ-de-Mars, la balustrade est désormais dominée de chaque côté de la rampe d'accès qui débouche sur la place, par les deux grandes statues d'époque impériale tardive des Dioscures trouvées dans le secteur du ghetto de Rome, par les imposants « Trophées de Marius » déplacés de la fontaine monumentale de l'Esquilin, ainsi que par les statues de Constantin et de son fils Constantin II (empereur romain) qui se trouvaient auparavant à l'Aracœli.
Enfin, un nouvel escalier d'accès, la Cordonata capitolina, est conçu pour la place, construit selon le projet de Michel-Ange, aux marches basses et inclinées.

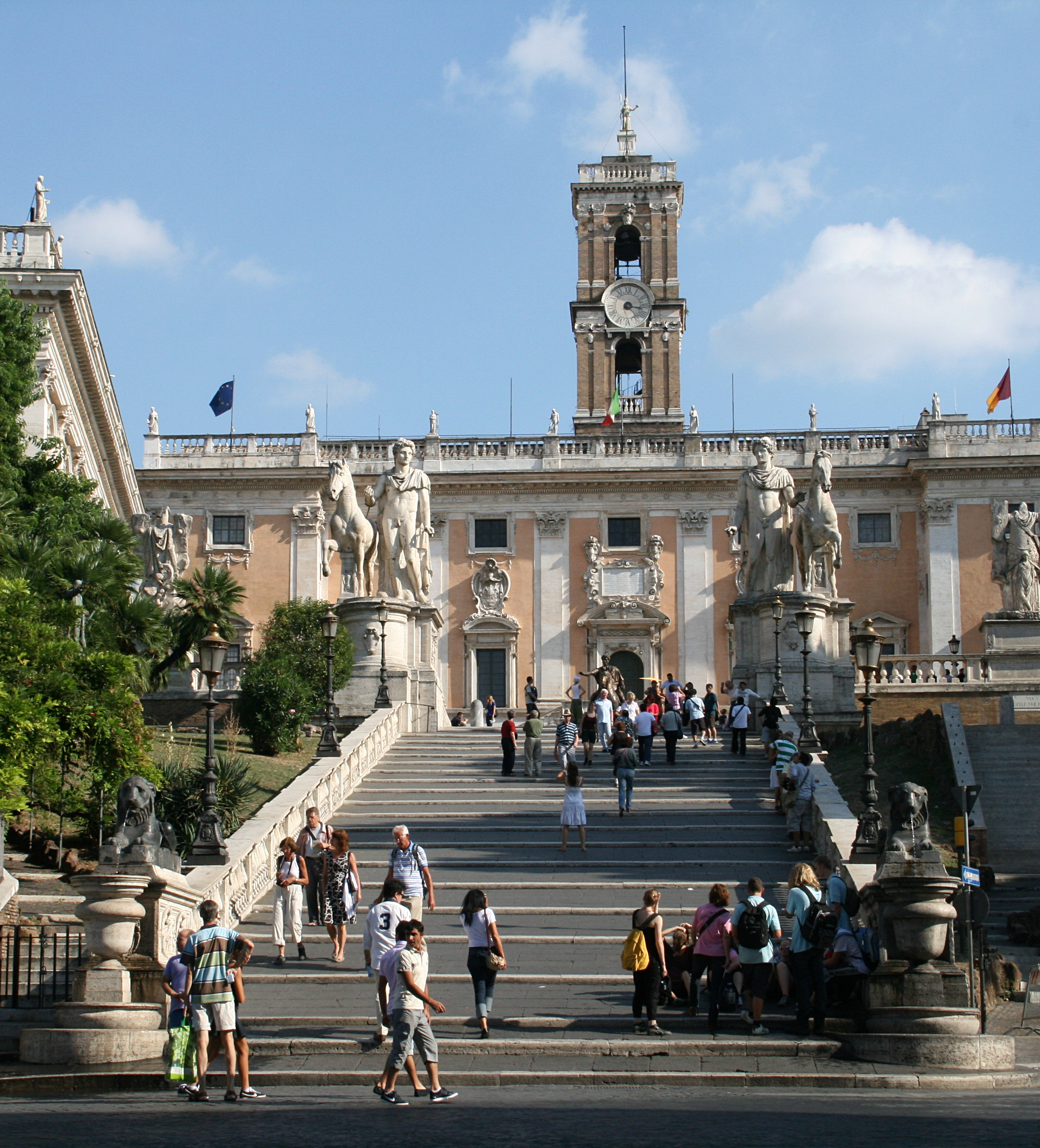
Escalier en pente douce montant au Capitole (Cordonata), conçu par Michel-Ange.
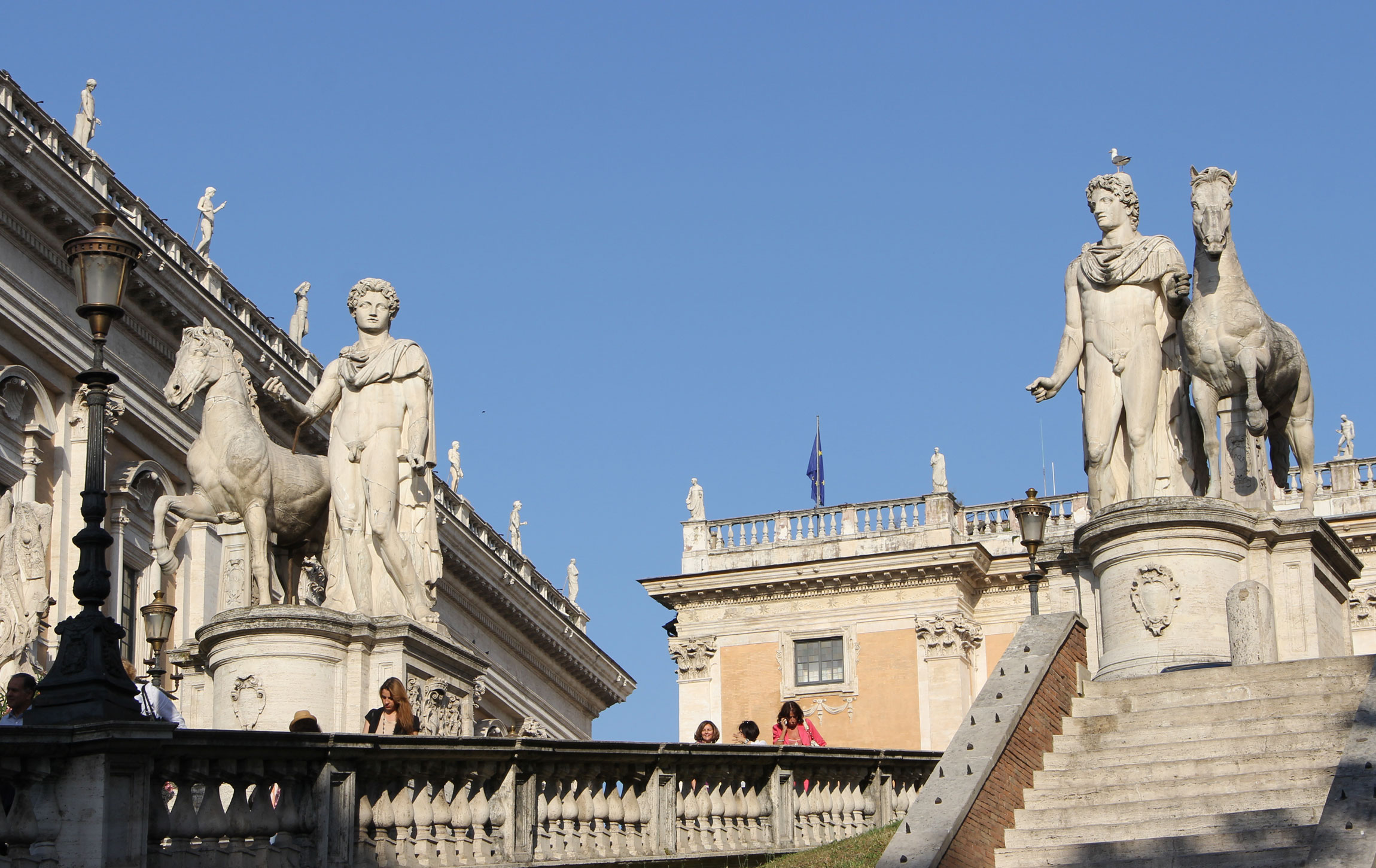
Statues des Dioscures à l'entrée du Campidoglio.
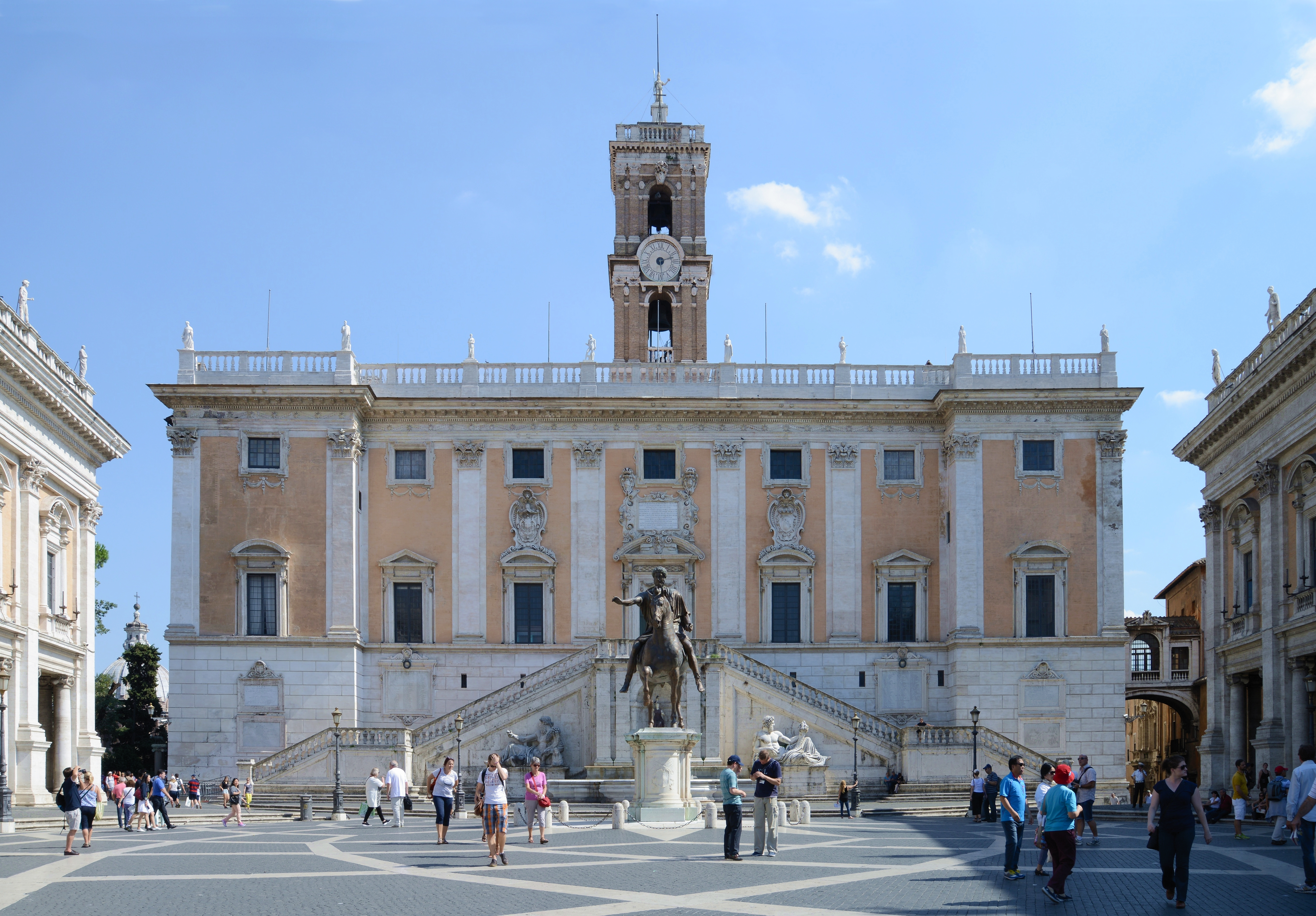
Mairie de Rome sur le Capitole dans le palais des Sénateurs, édifié sur les ruines du Tabularium. De part et d'autre, le palais des Conservateurs (droite) et le palais neuf (gauche), abritant tous deux le musée du Capitole.
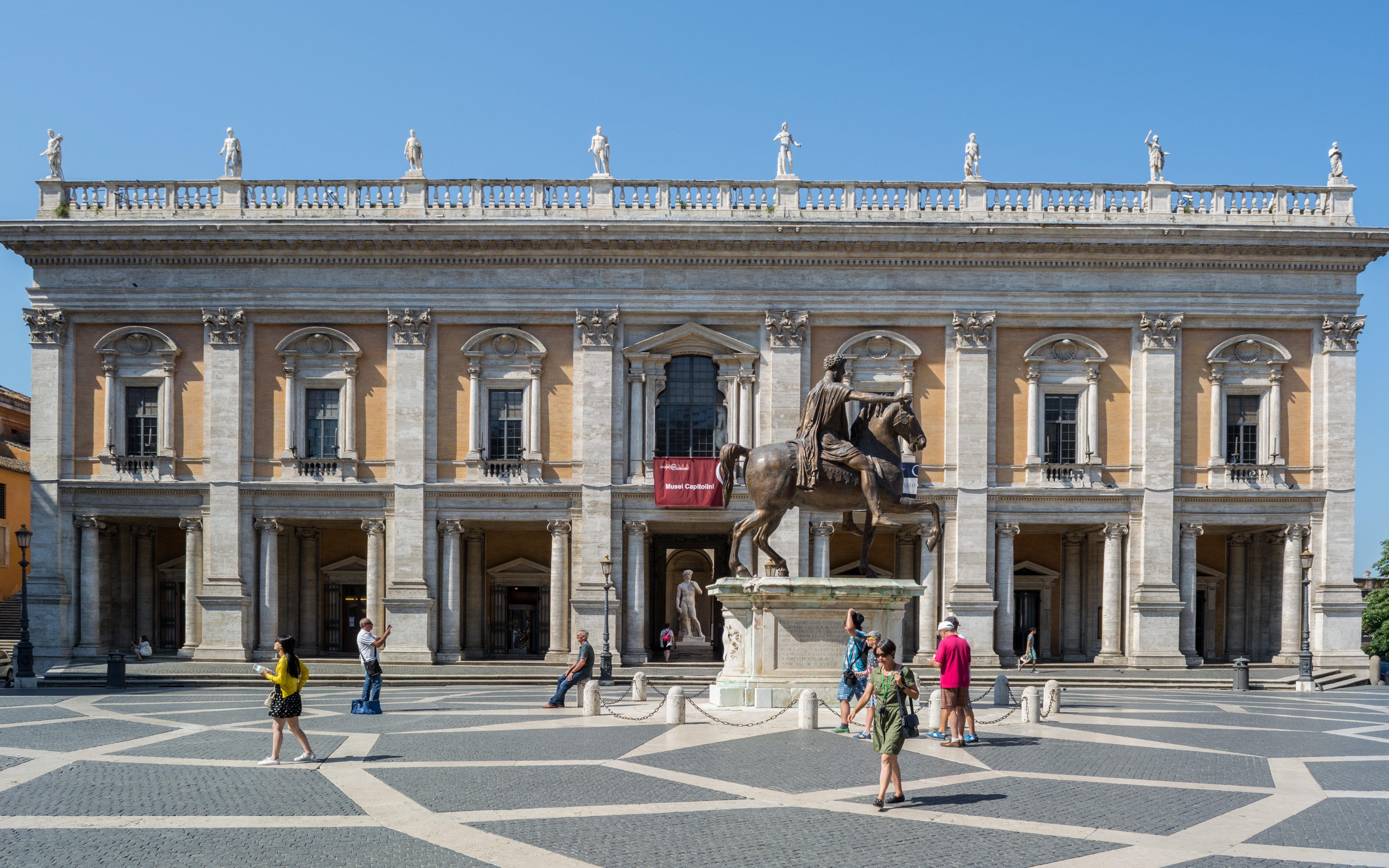
Le musée du Capitole, dans le palais des Conservateurs, sur la place du Campidoglio à Rome. Au centre, statue équestre de Marc Aurèle.
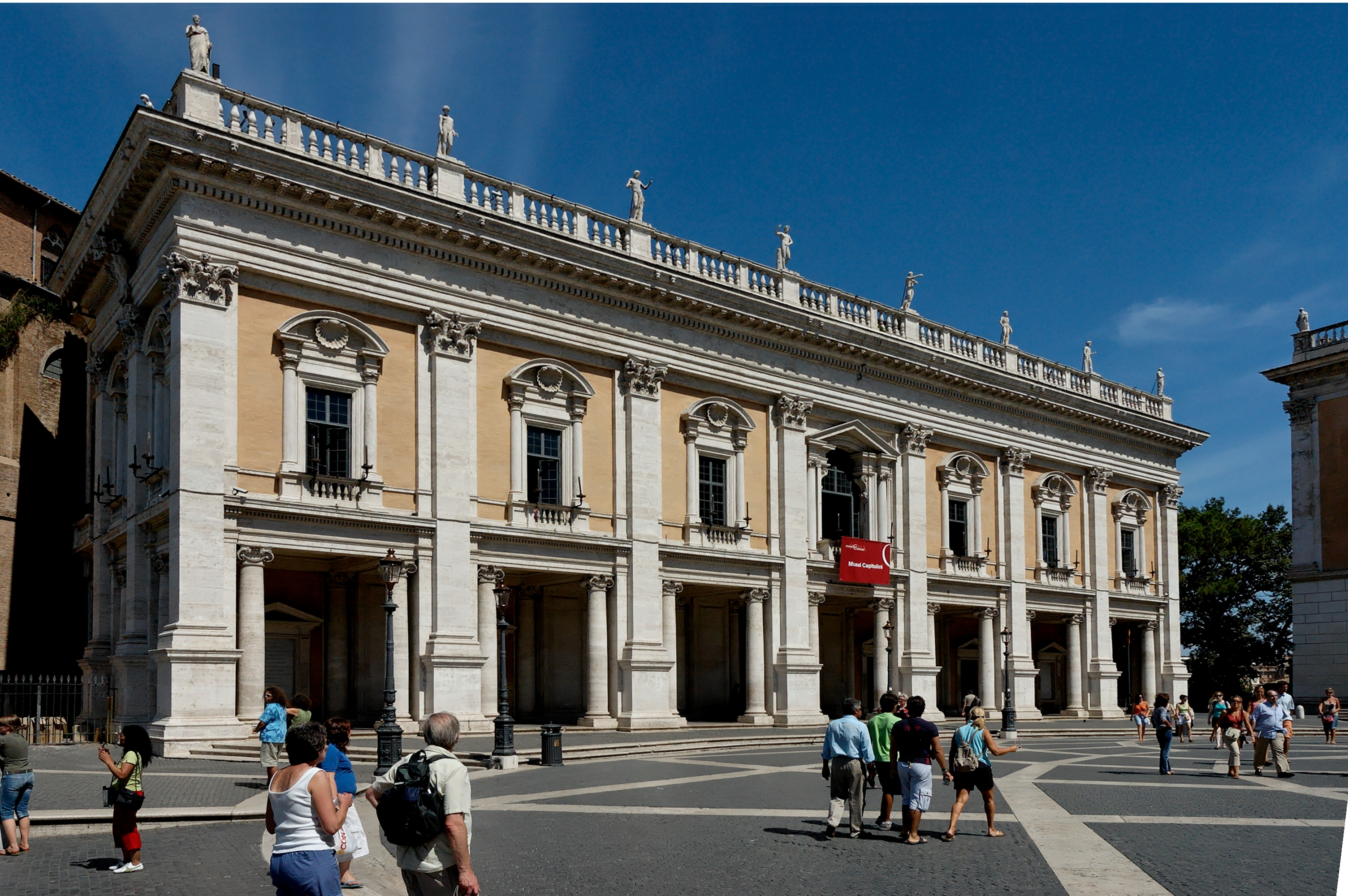
Le palais neuf, abritant une partie du musées du Capitole.

### Époques moderne et contemporaine
La basilique Santa Maria in Aracoeli est construite sur les vestiges du temple de Juno Moneta, auquel on accédait par un escalier raide, ainsi que son important couvent de l’Aracoeli et l'imposant palais papal communément appelé la Tour de Paul III, tous deux détruits dans les années 80 du XIXe siècle pour obtenir l'espace nécessaire à la construction du monument à Victor-Emmanuel II.

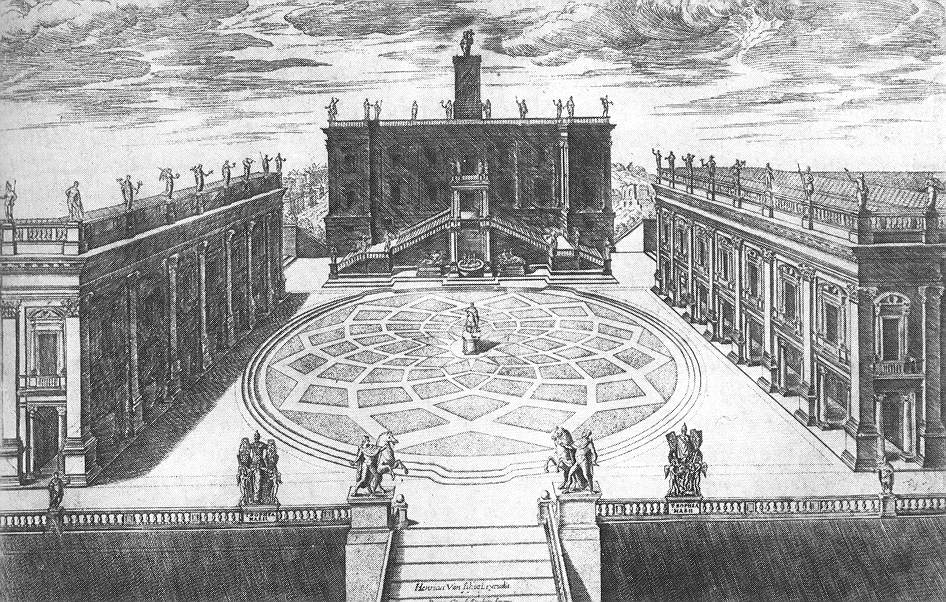
Etienne Dupérac, gravure du Capitole, 1568.

Le complexe dessin en étoile porté au sol imaginé par Michel-Ange, qui apparaît sur les gravures d'Étienne Dupérac, n'est réalisé qu'en 1940, à l'occasion des grands travaux qui portent à l'isolation de la totalité de la colline du Capitole et au percement d'une galerie souterraine reliant entre eux les trois palais ouvrant sur la place. La réalisation du nouveau pavement, même s'il ne reproduit pas exactement le dessin de Michel-Ange, porte à son terme la définition d'un espace architectural pleinement cohérent, qui a exigé des siècles d'élaboration et d'ajustements.
Au milieu de la rampe d'accès, sur la gauche en montant, se trouve la statue de Cola di Rienzo.
Le Capitole est également le bureau de représentation de la municipalité de Rome. Il abrite les bureaux du maire, la salle du conseil (salle Giulio Cesare) et d'autres espaces représentatifs tels que la Protomothèque, où ont été signés le traité instituant la Communauté économique européenne en 1957 et en 1998 le statut de Rome (institution de la Cour pénale internationale).

## Principaux monuments du Capitole de la Rome antique

### Aire sacrée du Capitole
Autour du temple de Jupiter Capitolin, dans une aire sacrée appelée Area Capitolina, se dressent de nombreux temples, édicules, portiques et arcs de triomphe parmi lesquels celui de Scipion l'Africain, décoré de sept statues de bronze doré. On y trouve également de très nombreuses statues et bustes d'empereurs et de généraux, dont on ignore encore aujourd’hui les positions exactes pour la plupart. Selon les auteurs antiques, ses statues sont si nombreuses sous Auguste qu'il en fait transférer un grand nombre dans le nouveau quartier du Champ de Mars.
Entre la hauteur du Campidoglio et celle du mont Palatin, il y avait la porte Carmentale, ainsi appelée en raison de la présence à proximité d'un autel dédié à la nymphe Carmenta, mère du demi-dieu Évandre.

### Le Temple de Jupiter Capitolin
Selon la tradition antique, le temple de Jupiter Capitolin est édifié à l'initiative du roi Tarquin l'Ancien en remplacement de temples plus anciens construits par les Sabins. Il est terminé à la fin du VIe siècle av. J.-C. par Tarquin le Superbe puis dédié en 509 av. J.-C., la première année de la République romaine. Ce temple est le plus grand de la Rome républicaine. Il symbolise la puissance de la ville et en est le centre religieux.

### Le Temple de Junon Moneta

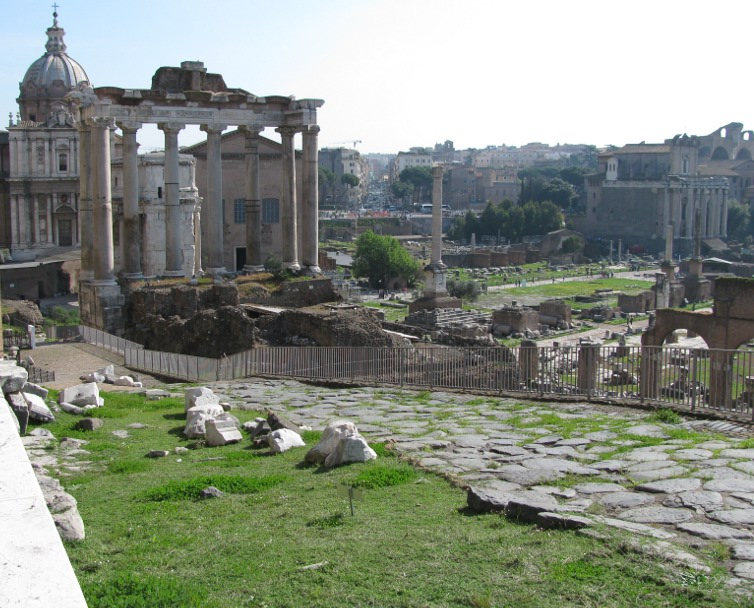
Le Clivus Capitolinus avec le Forum Romain en arrière-plan.

Le temple de Junon Moneta est construit en 343 av. J.-C. par Lucius Furius Camillus, fils de Camille, sur la seconde hauteur du Capitole, l’Arx. Il est dédié à Junon Moneta, déesse qui avertit et qui conseille, mais qui est aussi considérée comme la protectrice des femmes. Il a presque entièrement disparu au fil du temps. À proximité se trouvait le premier atelier monétaire romain.

### LeTabularium

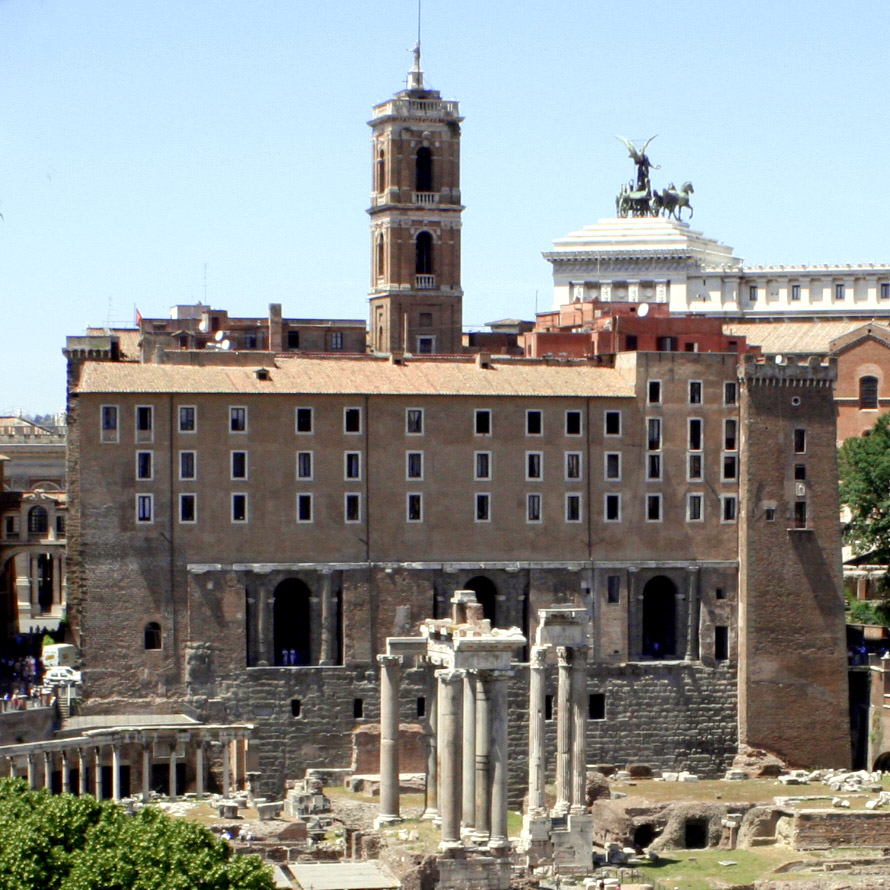
Le Tabularium, vu du Forum.

Le Tabularium est construit à la demande de Sylla en 78 av. J.-C., sous le consulat de Quintus Lutatius Catulus et de Marcus Aemilius Lepidus. C’est le seul édifice de l’antique Capitole dont il reste aujourd’hui des éléments significatifs. Durant l'Antiquité, il abrite les archives de l’État romain. Les anciennes lois y sont gravées sur des tables de bronze.

## Capitoles hors de Rome

### Capitoles romains

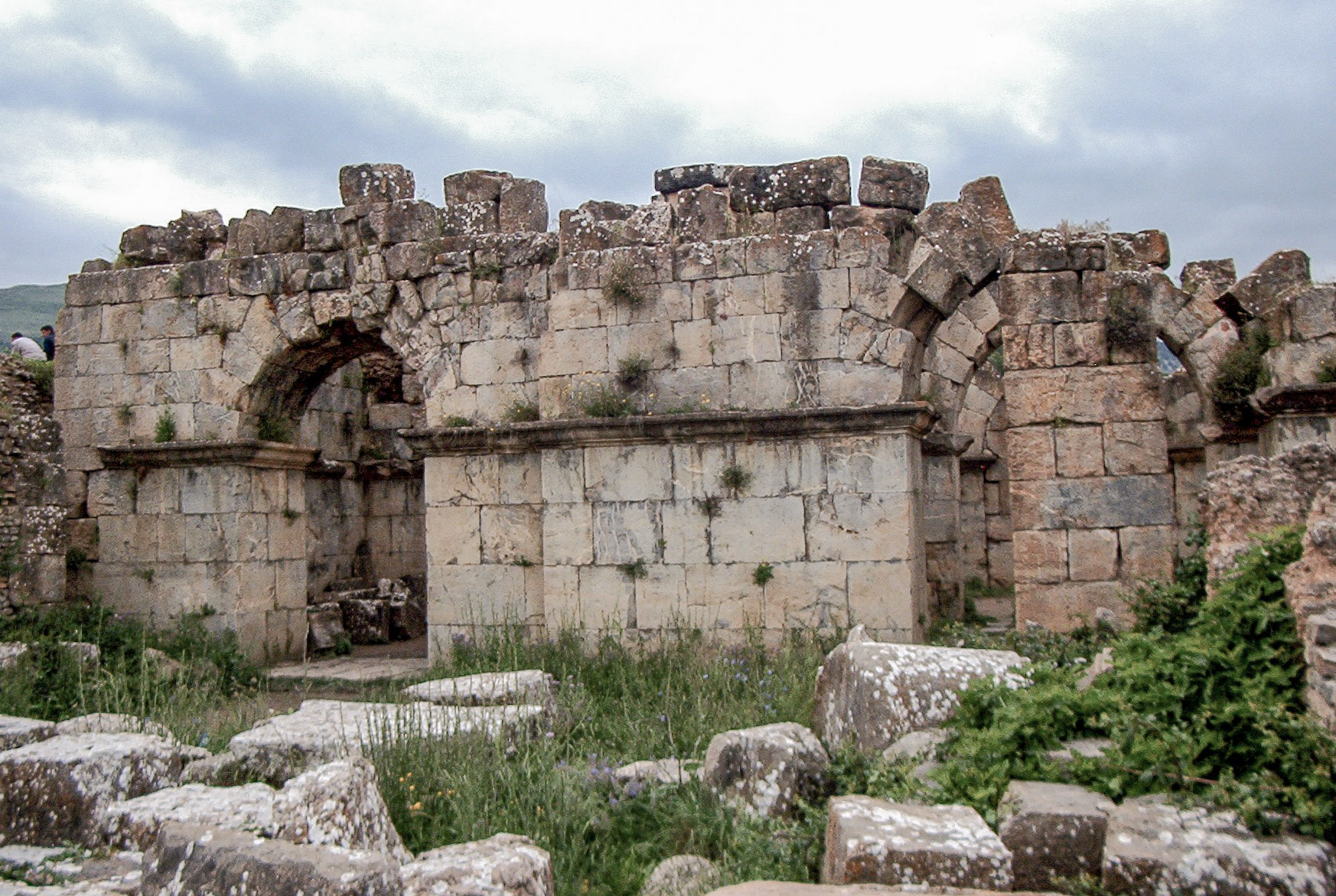
Vestiges du Capitole de Cuicul (Afrique)

Chaque colonie possède un capitole où est construit un temple dédié à Jupiter, Junon et Minerve, divinités de la triade capitoline.

### Capitoles postérieurs
Le nom de « capitole » a aussi été donné à différents monuments servant de centre à la vie municipale ou nationale comme en France avec le Capitole de Toulouse où se trouve l'actuel hôtel de ville. Aux États-Unis, le Congrès américain (Sénat et Chambre des représentants) siège au Capitole des États-Unis à Washington. De plus, dans chaque capitale des cinquante États américains, se trouve un capitole qui abrite la Législature de l'État.

## Honneurs
L'astéroïde (215970) Campidoglio est nommé en son honneur.